# جیگمی تینلی
جیگمی تینلی (انگلیسی: Jigme Thinley؛ زادهٔ ۹ سپتامبر ۱۹۵۲) یک سیاست‌مدار اهل بوتان است.